# Hebammen-Zeitung
Die Hebammen-Zeitung wurde herausgegeben „unter Mitwirkung hervorragender ärztlicher Autoritäten von der Reichsorganisation und dem Unterstützungsverein für Hebammen“ von 30. September 1887 bis zum 6. Juni 1921.
Erschienen ist die Zeitung zunächst zweimal monatlich, ab 1918 nur mehr monatlich.

## Geschichte
Bis 1908 lautete der Titelzusatz „Organ des Unterstützungs-Vereines für Hebammen“. Anschließend trug sie den Beititel „Organ des Unterstützungsvereines für Hebammen und des Reichsverbandes der Hebammen Österreichs“. Im Jahr 1911 wurde der Untertitel zweimal gewechselt. Hieß die Hebammen-Zeitung zunächst noch „Organ des Reichs- und Unterstützungs-Vereines für Hebammen“, wurde der Titel dann auf „Organ der Reichsorganisation und des Unterstützungs-Vereines für Hebammen“ geändert.
Nach 1921 wurde die Zeitung unter dem Titel „Reichsverband der Hebammen Österreichs: Hebammen-Zeitung des Reichsverbandes der Hebammen Österreichs“ fortgesetzt.